# Hilaire-Bernard de Longepierre
Hilaire-Bernard de Requeleyne, barone di Longepierre (Digione, 18 ottobre 1659 – Parigi, 30 marzo 1731), è stato un drammaturgo francese.

## Biografia
In età giovanile Longepierre studiò presso i Gesuiti, si interessò della letteratura greca, traducendo dal greco i carmi di Anacreonte e di Saffo (1684), di Bione e di Mosco (1686).
Il secondo di questi volumi era completato da dieci opere scritte da lui con cui esordì nella letteratura: gli Idylles.
Longepierre si dedicò anche alla composizione di quattro tragedie, tra le quali menzioniamo Médée (1694) che rimase nel repertorio della Comédie-Française per oltre un secolo, incentrata sui conflitti psicologici e sullo stile raciniano.
La tragedia Médée, ispirata a Euripide e a Seneca, semplice ed emozionante per il suo stile ellenizzante, evidenziò oltre all'adesione allo stile raciniano, anche le intenzioni di correggere le imperfezioni presenti nella Médée di Pierre Corneille.
Verso la fine di settembre 1728 la Médée di Longepierre fu ripresa grazie a mademoiselle Balincourt ottenendo un grandissimo successo. La sua opera risultò la versione teatrale del mito più rappresentata nel XVIII secolo, anche grazie alle bravura di giovani attrici, quali Mademoiselle Dumesnil e la rivale Madame de Clairon.
Le sue tragedie furono tradotte in italiano da Gasparo Gozzi.
Longepierre fu precettore del conte di Tolosa, poi del duca di Chartres e infine segretario del duca d'Orléans.
Critico teatrale arguto, Longepierre diede alle stampe nel 1686 un pregevole Parallèle de Corneille et de Racine, e fu protagonista, insieme a Nicolas Boileau e a Charles Perrault, della Querelle des Anciens et des Modernes, che oppose due correnti, gli Antichi e i Moderni:
(M. Fumaroli, 2001)
Dopo la sua morte, il cardinale di Noailles ereditò la sua preziosa biblioteca.
Longepierre era famoso per la sua collezione di libri legati in marocchino o più semplicemente in pelle, decorati sul dorso e sui piatti con un piccolo toson d'oro.
Dopo la Rivoluzione francese questi preziosi libri si dispersero e la maggior parte di essi giunse in Inghilterra, divenendo un oggetto ricercato da tutti i collezionisti francesi del XIX secolo.

## Opere principali
Opere drammatiche
- Médée, tragedia in 5 atti, 13 febbraio 1694;
- Sésostris, tragedia in 5 atti, 1695;
- Électre, tragedia in 5 atti, 1702;
- Jérusalem délivrée, tragedia lirica in 5 atti, musica di Philippe d'Orléans (1674-1723), rappresentata a Fontainebleau il 17 ottobre 1712;

Poesie e traduzioni
- Odes d'Anacréon et de Sapho, tradotto in versi francesi con annotazioni, 1684;
- Idylles de Bion et de Moschus, tradotto in versi francesi con annotazioni, 1686 (testo integrale su Gallica);
- Discours sur les anciens, contro Charles Perrault, 1687;
- Idylles de Théocrite, tradotto in versi francesi, 1688;
- Idylles nouvelles, 1690;
- Lettre à M. de Voltaire sur la nouvelle tragédie d'Œdipe, 1719 (testo integrale su Gallica).